# 京東市場
京東市場（キョンドンシジャン）は、大韓民国ソウル特別市東大門区南浦洞祭基洞とその周辺にある、韓国最大の薬種・人参市場。

## 概要
朝鮮戦争後、京畿道北部や江原道の人々が、農産物・林産物を販売するために、城東駅・清凉里駅周辺に露店を出したのが、市場の始まりである。市場は公式には1960年6月に開設された。韓国における生薬の70％は京東市場で供給されており、1000軒以上の薬種関連商店や、漢方医が集中している。
また、薬種店以外にも、農産物・海産物の卸売店・小売店が集まっており、商業地域は30万平方メートルに及ぶ。

## 交通

### 鉄道
- ソウル交通公社1号線:祭基洞駅

## ギャラリー

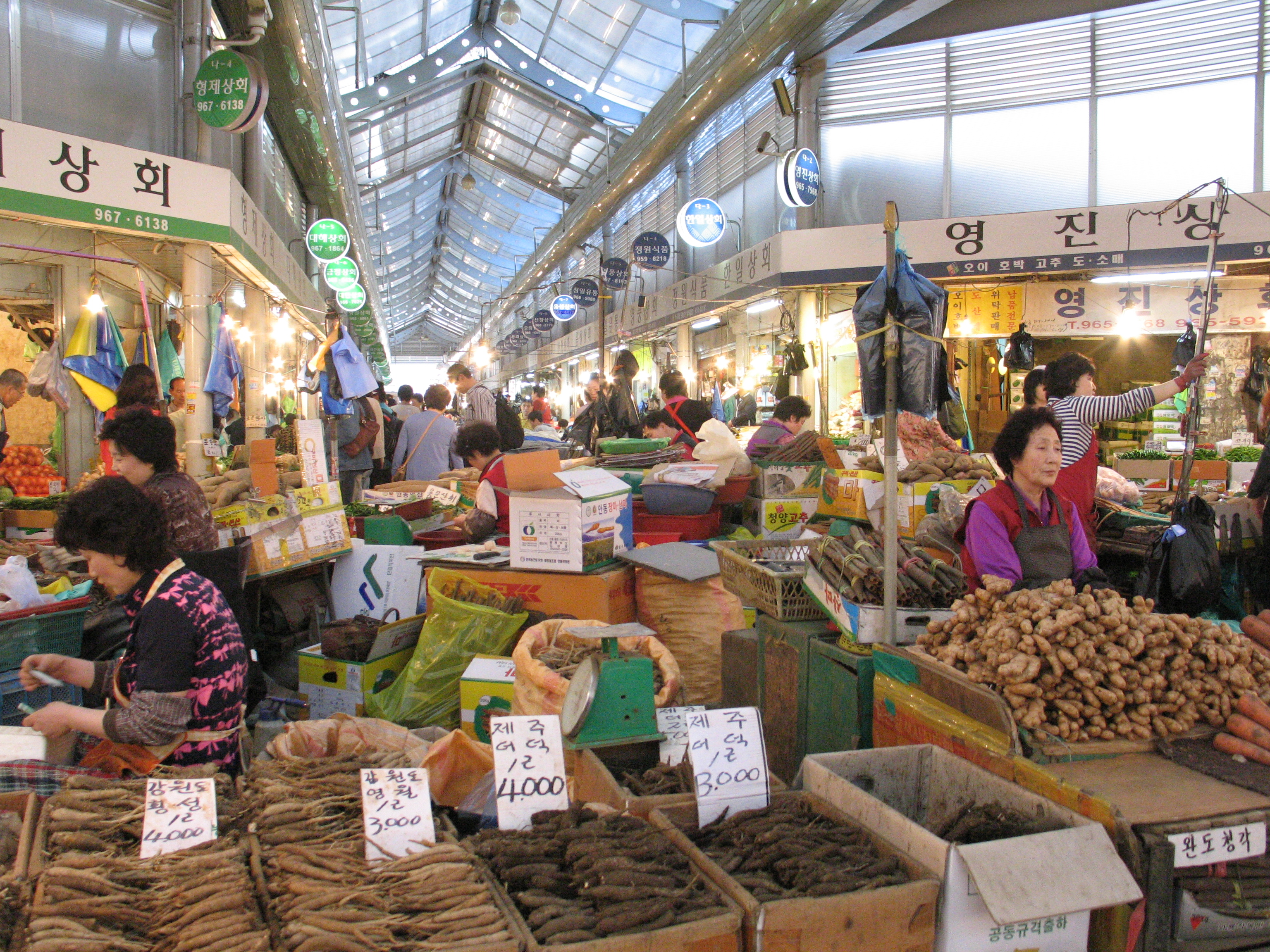
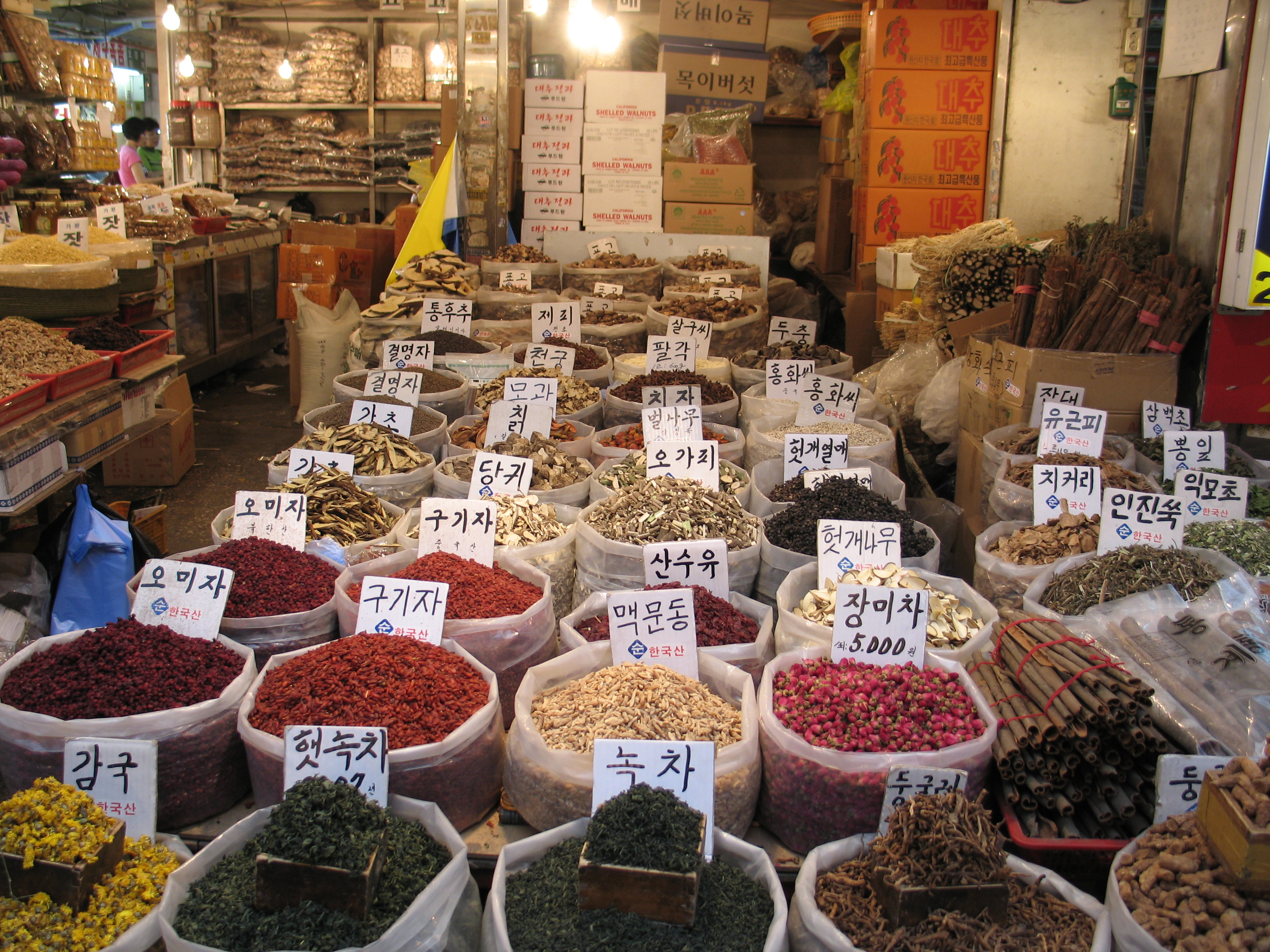
さまざまな生薬
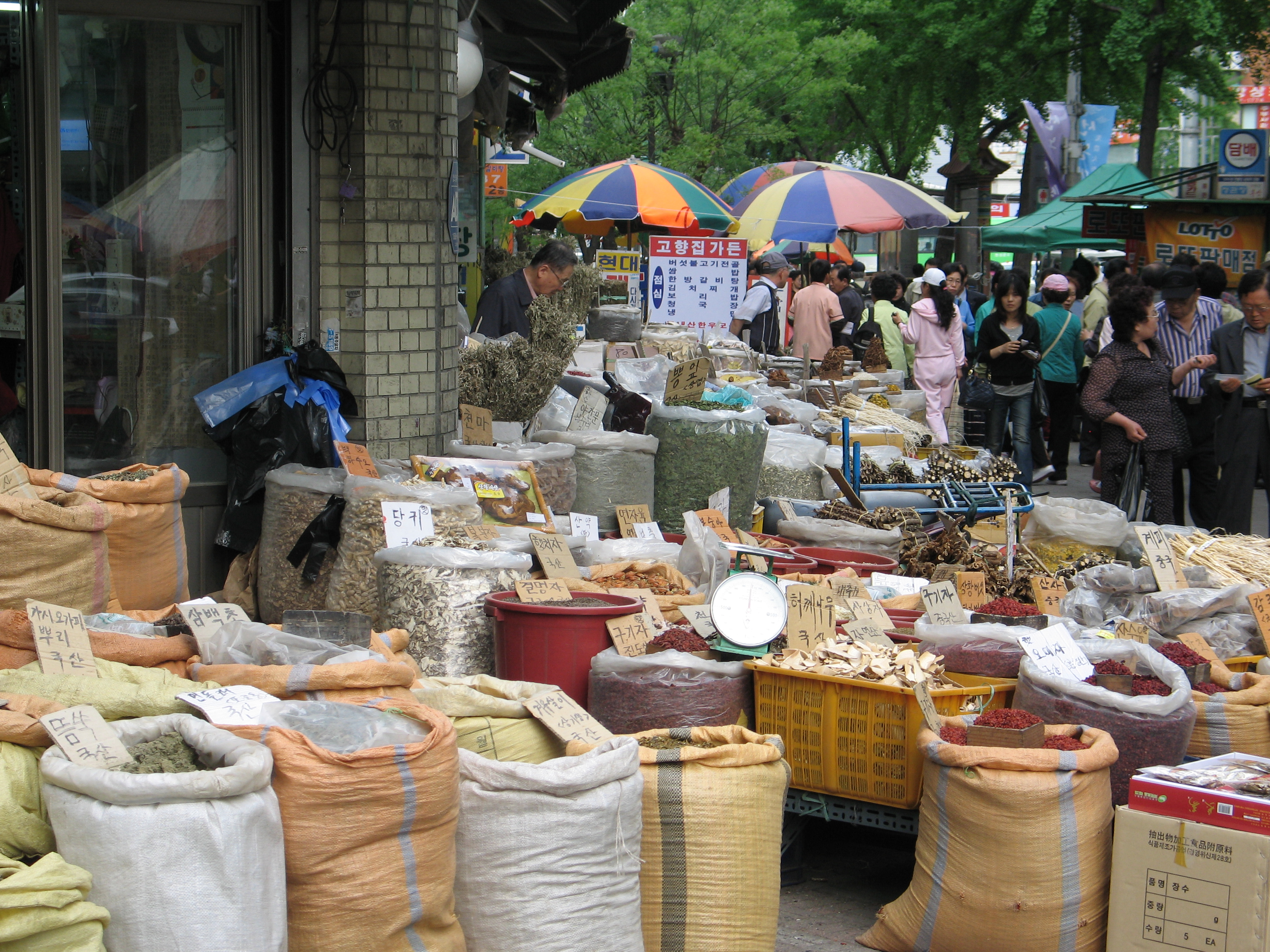
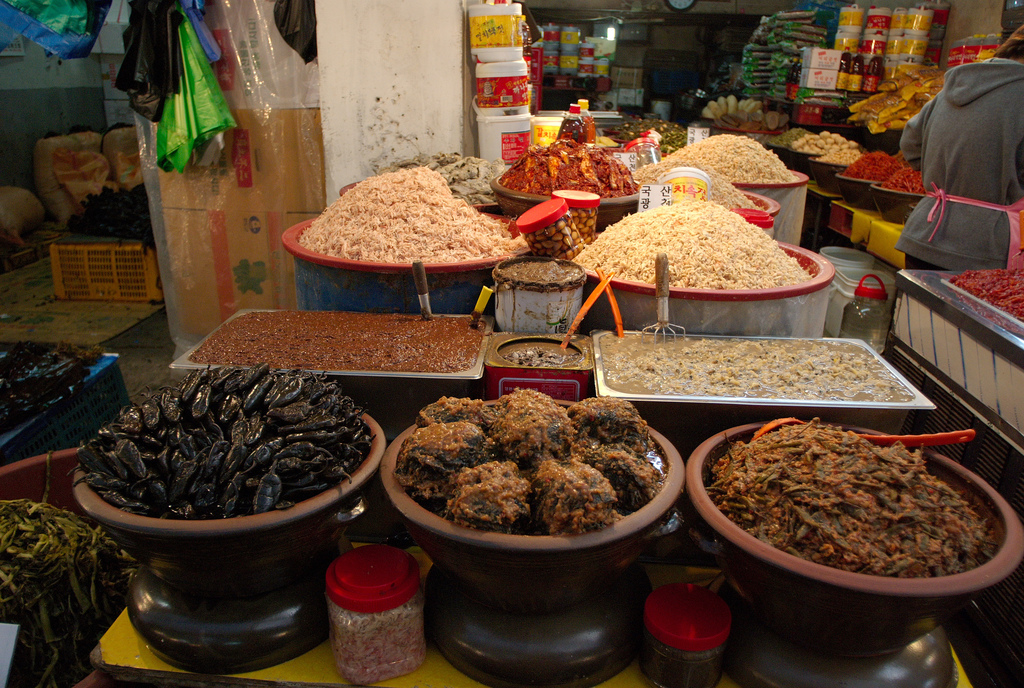
漬物や塩辛なども売られている

## 註
1. ↑  （朝鮮語）“京東市場”.  斗山世界大百科事典. 2010年5月5日閲覧。[リンク切れ]